# Spar
Spar – holenderskie przedsiębiorstwo, założone w 1932 przez Adriaana van Wella w Zoetermeer jako zrzeszenie sprzedawców detalicznych pod nazwą De Spar, co jest skrótem holenderskiego hasła „Door Eendrachtig Samenwerken Profiteren Allen Regelmatig” („wszyscy korzystamy na współpracy”).
Spar jest największą na świecie franczyzową siecią sprzedaży detalicznej. Sklepy oznaczone charakterystycznym logo funkcjonują w 48 krajach na 4 kontynentach. Ponad 13,9 tysiąca punktów obsługuje każdego dnia około 14,7 miliona klientów.

## Działalność
Sieć działa w 48 krajach świata:
- Austria – 1556 sklepów
- Południowa Afryka – 887 sklepów
- Włochy – 1218 sklepów
- Wielka Brytania – 2620 sklepów
- Chiny – 408 sklepów
- Węgry – 519 sklepów
- Rosja – 466 sklepów
- Norwegia – 291 sklepów
- Hiszpania – 1088 sklepów
- Irlandia – 453 sklepy
- Belgia – 320 sklepów
- Francja – 860 sklepów
- Słowenia – 115 sklepów
- Chorwacja – 103 sklepy
- Szwajcaria – 183 sklepy
- Dania – 147 sklepów
- Holandia – 261 sklepów
- Niemcy – 466 sklepów
- Polska – 190 sklepów
- Australia – 130 sklepów
- Botswana – 30 sklepów
- Namibia – 29 sklepów
- Indie – 18 sklepów
- Zjednoczone Emiraty Arabskie – 25 sklepów
- Zimbabwe – 35 sklepów
- Nigeria – 12 sklepów
- Portugalia – 131 sklepów
- Zambia – 14 sklepów
- Indonezja – 23 sklepy
- Mozambik – 9 sklepów
- Białoruś – 8 sklepów
- Albania – 30 sklepów
- Oman – 24 sklepy
- Gruzja – 42 sklepy
- Mauritius – 6 sklepów
- Azerbejdżan – 7 sklepów
- Kamerun – 1 sklep
- Malawi – 3 sklepy
- Ukraina – 11 sklepów
- Seszele – 1 sklep
- Tajlandia – 33 sklepy

### Polska
Spar w Polsce działa od 1996 roku.

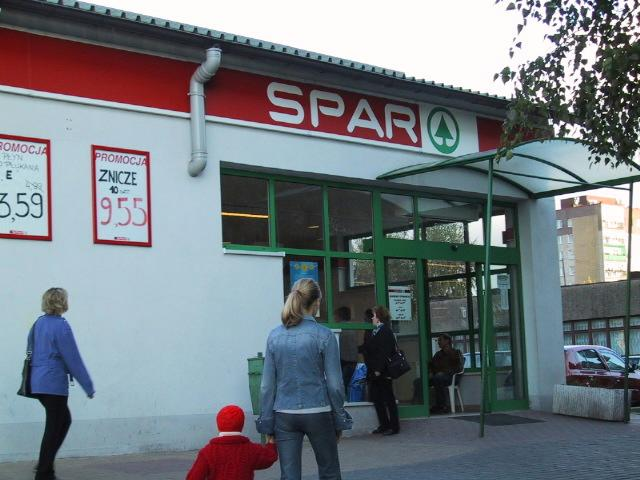
Supermarket w Wodzisławiu Śląskim (2003)

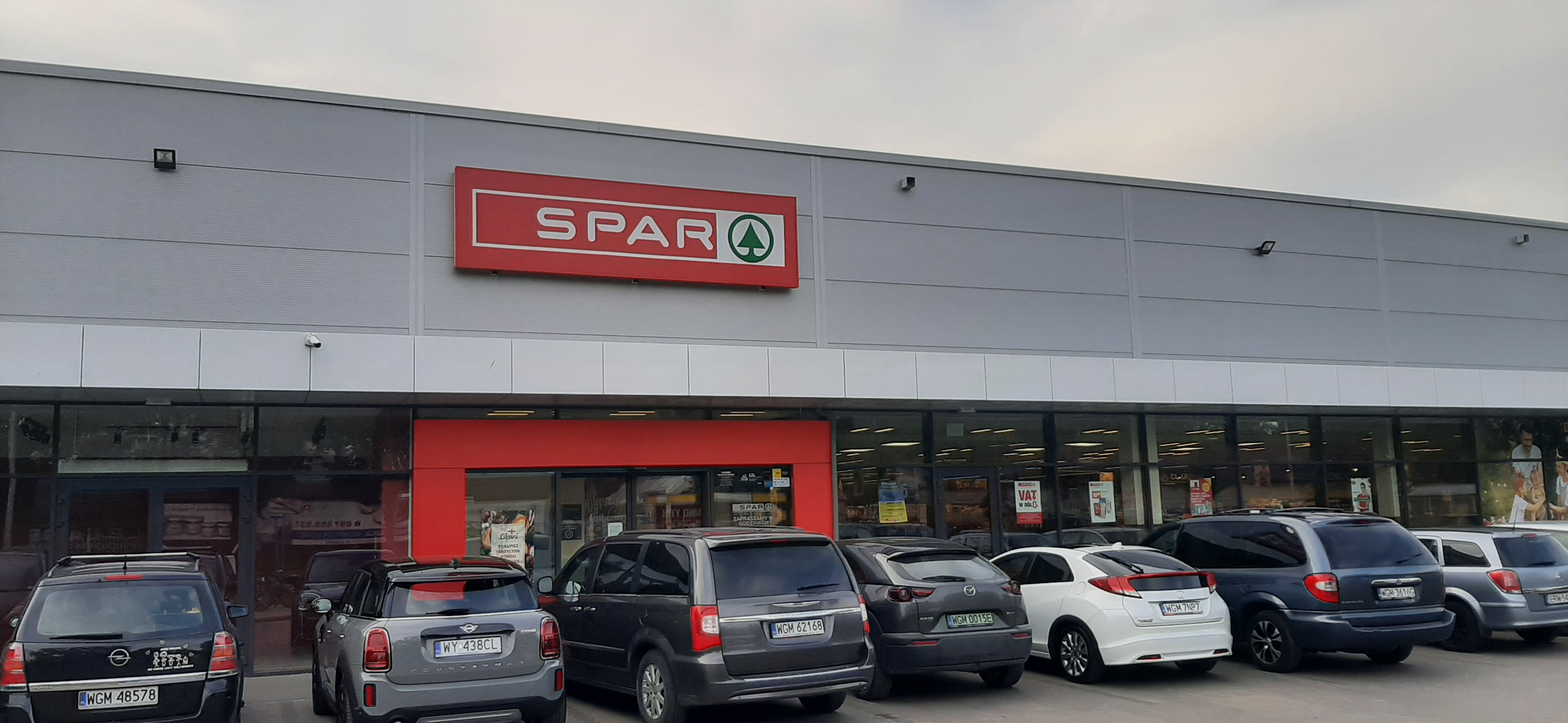
Supermarket w Grodzisku Mazowieckim (2022)

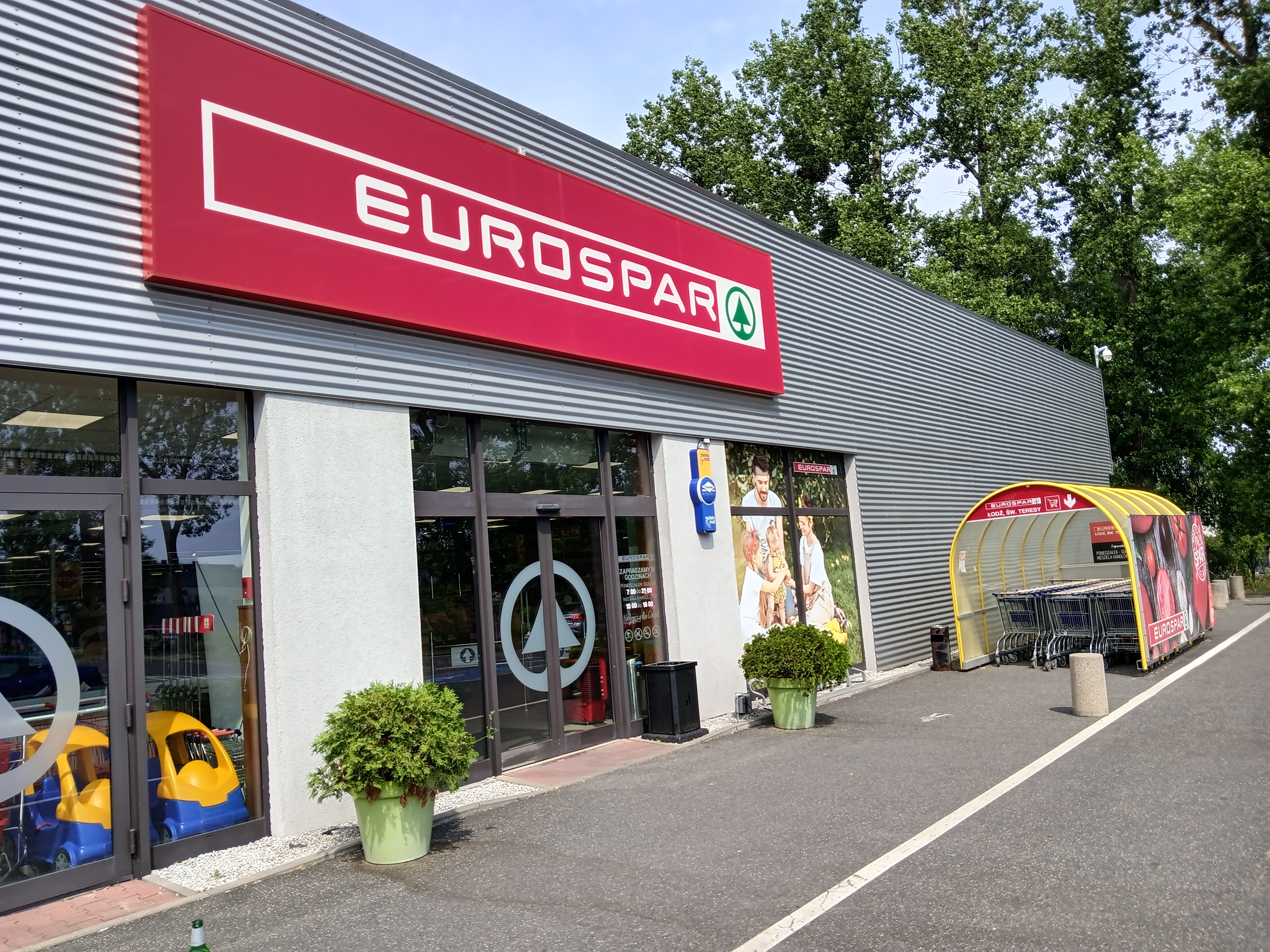
Sklep w Łodzi (2023)

W przeszłości w kraju Spar opierał się w pełni na polskim kapitale, a ostatnim polskokapitałowym franczyzobiorcą był SPAR Polska S.A., spółka należąca do grupy Bać-Pol. Obecnie wyłącznym właścicielem franczyzy na Polskę jest spółka Wasz Sklep Spar, należąca do spółki Spar Group z Republiki Południowej Afryki. W Polsce działa ok. 190 sklepów w formatach Supermarket Spar, Eurospar, Spar Express oraz Spar Mini. Większość sklepów w sieci funkcjonuje na zasadzie franczyzy.
W maju 2019 Spar Group Ltd. wykupił większość udziałów w sieci sklepów Piotr i Paweł i przejął należące do niej około 70 sklepów po powołaniu spółki Wasz Sklep Spar Sp. z o.o. do zarządzania marką Spar w Polsce. Transakcja została zatwierdzona przez UOKiK w lipcu 2019. Większość przejętych sklepów nadal działa pod dotychczasowym szyldem. W dniu 29 listopada Wasz Sklep Spar otworzył pierwszy sklep pod marką Eurospar w warszawskim centrum handlowym Blue City. W listopadzie 2019 roku sieć rozpoczęła rebranding sklepów działających pod marką Piotr i Paweł na formaty Spar Express (do 200 m kw powierzchni), Supermarkety Spar (od 200 do 1000 m kw powierzchni) i Eurospar (od 1000 do 2500 m kw powierzchni).
W lutym 2019 roku grupa kapitałowa Bać-Pol utraciła licencję na prowadzenie marki Spar w Polsce na rzecz pochodzącej z RPA spółki Spar Group Ltd. Mimo utraty licencji na rozwijanie sieci sklepów Spar w Polsce przez grupę kapitałową Bać-Pol firma kontynuowała swoją działalność. Takie działanie doprowadziło do powstania sporu między Spar Polska a Wasz Sklep Spar. W lutym 2020 roku doszło do porozumienia między grupą kapitałową Bać-Pol a Spar Group Ltd. Spar Polska przyznało, że Spar Group Ltd., działająca w ramach spółki Wasz Sklep Spar, „jest wyłącznym licencjobiorcą marki Spar w Polsce”, a „spółki grupy kapitałowej Bać-Pol nie posiadają prawa do używania marki Spar w Polsce”. „Detaliści, którzy chcą działać pod marką Spar, mogą kontaktować się ze spółką Wasz Sklep Spar, która jest zainteresowana dynamicznym rozwojem sieci pod nazwą Spar” – podano we wspólnym komunikacie Spar International, Spar Polska i Spar Group. W wyniku tego poprzedni franczyzobiorca, spółka SPAR Polska S.A. należąca do Bać-Polu, zmienił nazwę na Joker TNC. Niektórzy franczyzobiorcy rozwiązali współpracę z Bać-Polem, nie zdecydowali się przejść do spółki Wasz Sklep Spar i nawiązali współpracę ze spółką MarketVita należącą do Iwony Zagól, w związku z czym niektóre sklepy Spar przyjęły nazwę MarketVita.